# بيت دولينج
بيت دولينج (بالإنجليزية: Pete Dowling)‏ هو لاعب كرة قاعدة أمريكي، ولد في 15 يوليو 1876 في سانت لويس في الولايات المتحدة، وتوفي في 30 يونيو 1905 في Hot Lake, Oregon ‏ في الولايات المتحدة بسبب قطع الرأس.